# Юссуф, Махмуд Али
Махмуд Али Юссуф (араб. محمود علي يوسف‎; род. 2 сентября 1965, Джибути, Заморские территории Франции) — государственный и дипломатический деятель Джибути, министр иностранных дел Джибути с 2005 года. Доктор наук (1990).
15 февраля 2025 года был выбран председателем Комиссии Африканского Союза.

## Биография
Образование получил в университетах Лиона, Ливерпуля и Лаваля, где изучал лингвистику, бизнес и менеджмент.

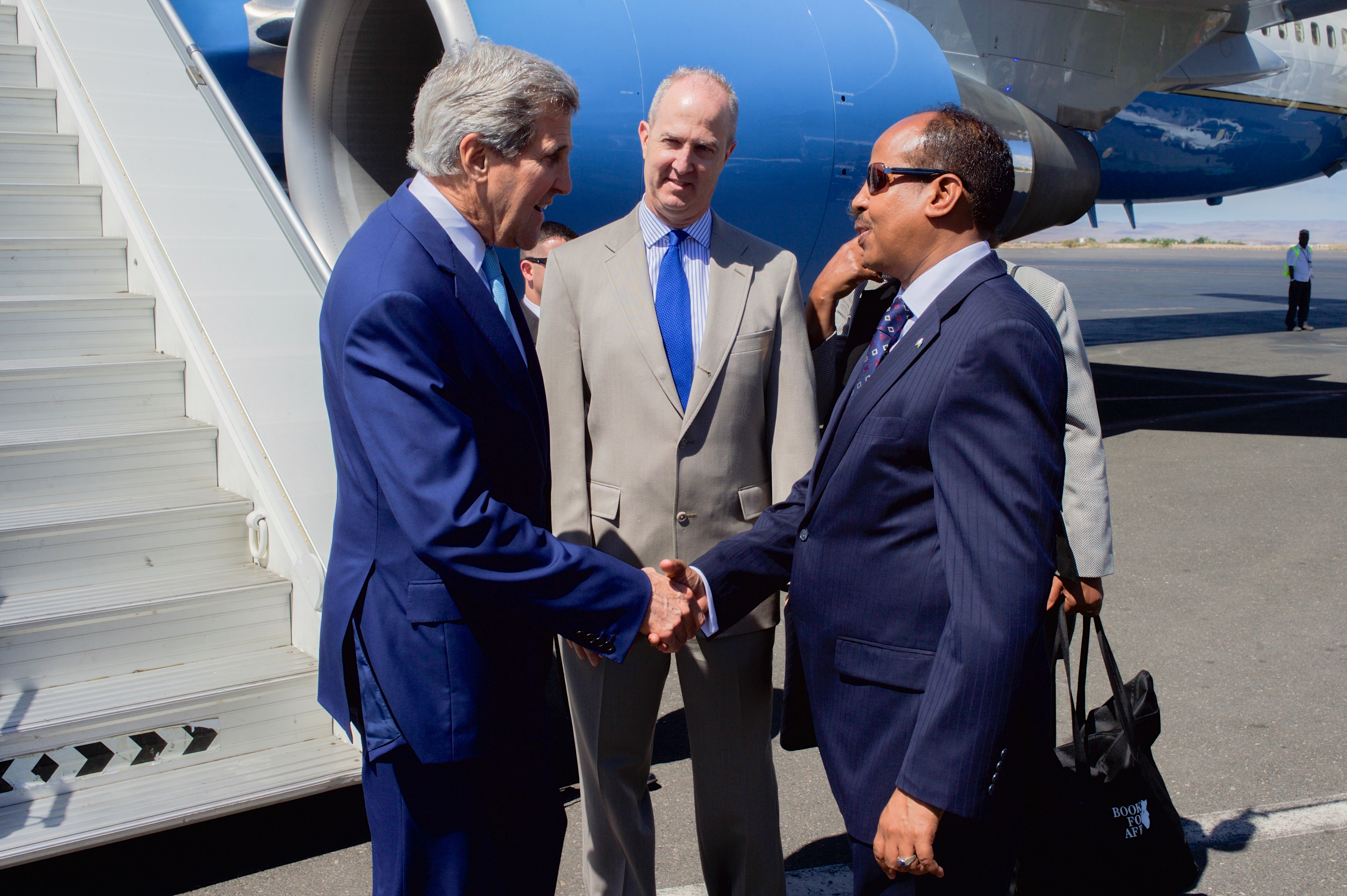
Встреча Юссуфа с госсекретарём США Джоном Керри в 2015 году

В 1990-х годах работал в Министерстве иностранных дел Джибути, где возглавлял отдел по арабским вопросам. С 1997 по 2001 год — посол Джибути в Египте.
4 июля 2001 года был назначен руководителем делегации по международному сотрудничеству. Впоследствии 22 мая 2005 года занял пост министра иностранных дел и международного сотрудничества Джибути.
Выступая перед New York Times в 2008 году, Юссуф сказал, что, хотя Джибути является небольшой страной, она имеет значительный порт и надеется развивать свою экономику по тем же направлениям, что и Дубай. Он подчеркнул стратегическое расположение страны, которое, по его утверждению, лучше расположено, чем Дубай.
15 февраля 2025 года был выбран председателем Комиссии Африканского Союза.